# 간섭계

그림 1. 마이컬슨 간섭계를 통과하는 빛의 경로를 나타낸 그림. 공통된 광원을 지닌 두 광선은 반은 도금된 거울에서 다시 합쳐져 검출기에 도달한다. 세 거울 사이의 정확한 거리 차이에 따라 두 광선이 같은 위상으로 도달하면 간섭이 보강되어 세기가 강해지고, 위상이 어긋나 도달하면 간섭이 상쇄되어 세기가 약해진다.

간섭계(干涉計, interferometer)는 중첩된 파동의 간섭 현상을 이용해 정보를 추출하는 장치이며, 이를 응용하는 방법을 간섭법(干涉法, interferometry)이라고 한다. 간섭계는 일반적으로 전자기파를 사용하며 천문학, 광섬유, 공학 계측, 광학 계측, 해양학, 지진학, 분광학(및 화학에 대한 응용), 양자역학, 핵 및 입자물리학, 플라즈마 물리학, 생체분자 상호작용, 표면 프로파일링, 미세 유체역학, 기계적 응력/변형 측정, 유속계, 검안 및 홀로그램 제작분야에 중요한 탐구 기법이다.
간섭계는 간섭 현상으로부터 정보를 추출하는 장치이다. 과학과 산업 분야에서 미세 변위, 굴절률 변화, 표면 불규칙성을 측정하는 데 널리 쓰인다. 대부분의 간섭계에서는 단일 광원의 빛을 두 갈래로 나누어 서로 다른 광로를 따라 이동시킨 뒤 다시 합쳐 간섭 무늬를 얻는데, 특수한 조건에서는 서로 상관성이 없어 결맞음이 없 두 광원 역시 간섭을 일으킬 수 있다. 생성된 간섭 프린지는 광로 길이 차이에 관한 정보를 제공한다. 분석과학에서 간섭계는 나노미터 정밀도로 광학 부품의 길이와 모양을 측정하는 데 사용된다. 이는 현존하는 가장 정밀한 길이 측정 장비이다. 푸리에 변환 분광법에서 이들은 물질 또는 혼합물과 관련된 흡수 또는 방출 특징을 포함하는 빛을 분석하는 데 사용된다. 천문 간섭계는 신호를 결합하는 두 개 이상의 개별 망원경으로 구성되어 개별 요소 사이의 최대 간격과 동일한 직경의 망원경, 동일한 해상도와 더 우수한 분해능을 제공한다.

## 원리

마이컬슨 간섭계에서 줄무늬가 생기는 모습

간섭계는 중첩의 원리를 활용하여 파동을 결합함으로써, 원래의 파동 상태를 가늠할 수 있는 결과를 얻는다. 동일한 주파수를 가진 두 파동이 결합하면, 그 결합 결과의 강도는 두 파동 사이의 위상차에 의해 결정된다. 위상이 일치할 경우에는 보강 간섭이 일어나고, 위상이 어긋날 경우에는 상쇄 간섭이 발생한다. 위상이 완전히 일치하지도, 완전히 어긋나지도 않은 경우에는 중간 강도의 간섭 무늬가 나타나며, 이를 통해 상대적인 위상차를 알 수 있다. 대부분의 간섭계는 빛이나 다른 형태의 전자기파를 이용한다.:3–12

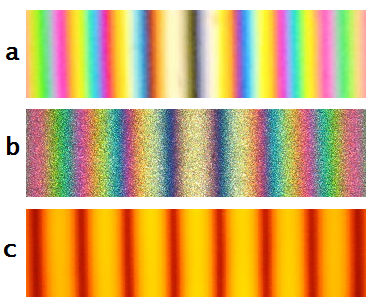
그림 3. 마이컬슨 간섭계에서 나타나는 색 있는 간섭 무늬와 단색 간섭 무늬: (a) 두 광선이 서로 다른 수의 위상 반전을 겪은 경우의 백색광 간섭 무늬
(b) 두 광선이 동일한 수의 위상 반전을 겪은 경우의 백색광 간섭 무늬
(c) 단색광(나트륨 D선)을 사용할 때 나타나는 간섭 무늬

일반적인 간섭계 구성(그림 1)에서는, 단일한 입사 빛줄기가 반투명 거울(빔 스플리터)에 의해 두 개의 동일한 빛줄기로 분리된다. 이 두 빛줄기는 각각 다른 경로를 따라 이동하며, 다시 결합된 후 검출기로 도달한다. 이때 각 빛줄기가 이동한 경로 차이는 필연적으로 두 빛 사이의 위상차를 발생시키고, 그로 인해 원래는 동일했던 파동 사이에 간섭 무늬가 형성된다.:14–17 만약 단일한 빛줄기가 두 경로로 분리되었다면, 위상차는 각 경로에서 발생한 물리적 변화나 굴절률의 차이에 대한 정보를 제공하게 된다.:93–103
그림 2a와 2b에서 보이듯이, 관찰자는 빔 스플리터를 통해 직접적으로 거울 M1을 볼 수 있으며, 동시에 거울 M2의 반사상인 M′2도 볼 수 있다. 간섭 무늬는 원래 광원 S의 가상 이미지 S′1과 S′2로부터 오는 빛 사이의 간섭 결과로 해석할 수 있다. 간섭 무늬의 형태는 광원의 특성과 거울 및 빔 스플리터의 정렬 방식에 따라 달라진다. 도 2a에서는 광학 부품들이 S′1과 S′2가 관찰자와 일직선상에 있도록 배치되어 있으며, 결과적으로 중심이 M1과 M′2의 수직선상에 위치한 원형 무늬가 나타난다. 반면 도 2b에서는 M1과 M′2가 서로 기울어져 있어 일반적으로 쌍곡선 형태의 간섭 무늬가 생기지만, M′1과 M′2가 겹치면 중심축 근처에서는 직선이고 평행하며 간격이 일정한 무늬가 나타난다. 광원이 점 광원이 아니라 넓은 면적을 가진 확장 광원일 경우, 그림 2a와 같은 무늬는 무한대로 초점을 맞춘 망원경을 통해 관찰해야 하며, 도 2b의 무늬는 거울면에 국한되어 형성된다.:17
백색광을 사용할 경우, 다양한 파장의 빛이 간섭에 참여하여 색이 있는 간섭 무늬가 형성된다(그림 3 참조).:26 이때, 두 광선이 광학계를 통과하면서 겪는 위상 반전의 수에 따라 경로 길이가 동일한 중앙 무늬는 밝을 수도, 어두울 수도 있다.:26,171–172

## 역사
빛의 간섭 법칙은 1803년 토머스 영이 런던 왕립학회에서 발표한 베이커 강연(Bakerian Lecture)을 통해 기술되었다. 이 강연을 준비하는 과정에서 영은 간섭무늬가 나타나는 이중 슬릿 실험을 수행하였다. 그는 이 현상을 파동의 간섭으로 해석하였으나, 당시 과학자들 사이에서 지지를 받지 못하였다. 이는 약 1세기 전 아이작 뉴턴이 제안한 입자설이 과학계에 널리 받아들여지고 있었기 때문이다.
프랑스의 공학자 오귀스탱 장 프레넬은 영의 결과를 알지 못한 채, 빛과 간섭에 대한 파동 이론을 연구하기 시작하였으며, 프랑수아 아라고와 교류하게 되었다. 1816년부터 1818년 사이, 프레넬과 아라고는 파리 천문대에서 간섭 실험을 수행하였다. 이 과정에서 아라고는 최초의 간섭계를 설계하고 제작하였고, 이를 사용하여 건조한 공기와 습한 공기의 굴절률 차이를 측정하였다. 이는 별의 위치를 측정하는 천문 관측에서 잠재적 오차 요인으로 간주되었다.
프레넬의 파동 이론은 1819년, 회절 무늬를 예측하고 측정한 논문으로 결정적인 성공을 거두었다. 이후 아라고 간섭계는 1850년 레옹 푸코에 의해 공기와 물에서의 빛의 속도를 비교하는 데 사용되었으며, 1851년에는 이폴리트 피조가 흐르는 물 속에서 프레넬 항력(Fresnel drag)이 빛의 속도에 미치는 영향을 측정하는 데 다시 사용하였다.
쥘 자맹은 1856년에 분할 슬릿 없이도 가능한 단일 경로 간섭계를 최초로 개발하였다. 이후 1881년, 미국의 물리학자 앨버트 마이컬슨은 독일 베를린에서 헤르만 폰 헬름홀츠를 방문하던 중, 지구의 운동이 빛의 속도에 미치는 영향을 측정하기 위해 마이컬슨 간섭계를 고안하였다. 그는 베를린 시내의 마차 진동을 피하고자 포츠담 천문대 지하에서 실험을 수행하였고, 이후 오하이오주 클리블랜드의 케이스 웨스턴 리저브 대학교에서 에드워드 몰리와 함께 더 정밀한 실험을 반복하였다. 이 일련의 실험에서 얻어진 영(零)의 결과는 광에테르 이론의 위기를 심화시키는 계기가 되었다. 아인슈타인은 프레넬 항력 효과를 측정한 피조의 실험이 상대론적 속도 덧셈 법칙을 착안하게 된 계기였다고 언급한 바 있다.

## 종류

### 동주파 검출과 이종주파 검출
동주파 검출(homodyne detection)에서는 두 광선이 동일한 파장(또는 반송 주파수)을 가질 때 간섭이 일어난다. 이 두 광선 사이의 위상 차이는 검출기에 도달하는 빛의 세기에 변화를 유도한다. 두 광선이 섞인 뒤 나타나는 빛의 세기를 측정하거나, 생성된 간섭 무늬를 관찰하거나 기록할 수 있다.
이종주파 검출(heterodyne detection) 기술은 다음과 같은 목적으로 사용된다: (1) 입력 신호를 새로운 주파수 영역으로 이동시키기 위해, (2) 약한 입력 신호를 증폭하기 위해(믹서를 사용한 경우). 주파수 f1의 약한 입력 신호는 국소 발진기(LO, local oscillator)로부터 생성된 강한 기준 주파수 f2와 혼합된다. 이 두 신호의 비선형 조합을 통해 두 개의 새로운 신호가 생성되며, 각각 f1+f2와 f1−f2의 주파수를 가진다. 이 새로운 주파수들은 이종주파(heterodyne)라고 불린다. 일반적으로 이 중 하나의 주파수만 필요하며, 나머지 신호는 필터링을 통해 제거된다. 출력 신호의 세기는 입력 신호들의 진폭 곱에 비례한다.
이종주파 기술의 가장 중요하고 널리 사용되는 응용 예는 슈퍼헤테로다인 송신기로, 1917~18년 미국의 기술자 에드윈 하워드 암스트롱과 프랑스의 기술자 뤼시앵 레비(Lucien Lévy)에 의해 발명되었다. 이 회로에서는 안테나로부터 유입된 고주파 라디오 신호가 지역 발진기의 신호와 혼합되어, 이종주파 기술을 통해 보다 낮고 고정된 주파수의 중간 주파수(IF, intermediate frequency)로 변환된다. 변환된 IF 신호는 증폭 및 필터링된 뒤, 오디오 신호를 추출하는 검출기로 보내지며, 이 오디오 신호가 스피커로 전달된다.
광학 이종주파 검출(optical heterodyne detection)은 이종주파 기술을 가시광선 수준의 더 높은 주파수로 확장한 것이다. 광학 이종주파 간섭법은 일반적으로 한 지점에서 수행되지만, 전 시야(widefield) 방식으로 수행하는 것도 가능하다.

### 이중 경로 간섭계와 공통 경로 간섭계

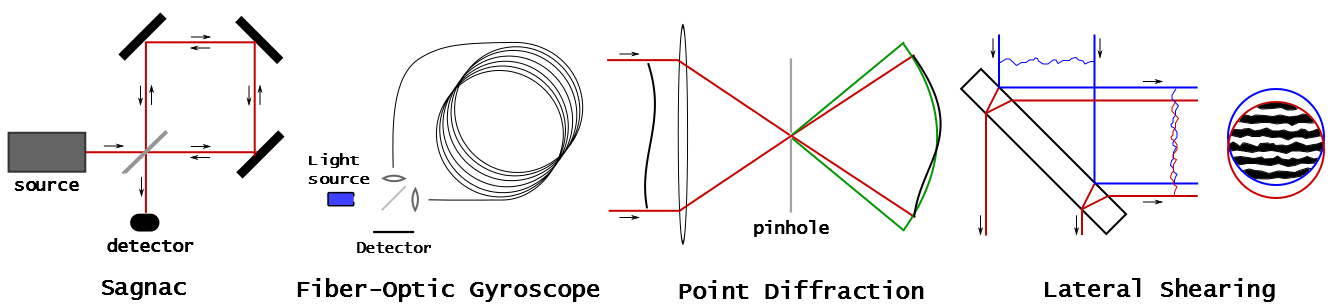
그림 4. 네 종류의 공통경로 간섭계

이중 경로 간섭계는 기준 광선(reference beam)과 시료 광선(sample beam)이 서로 다른 경로를 따라 이동하는 간섭계이다. 이 계열의 대표적인 예로는 마이컬슨 간섭계, 트와이만-그린 간섭계, 마하젠더 간섭계 등이 있다. 시료 광선은 측정 대상과 상호작용하면서 변화를 겪은 후, 기준 광선과 다시 결합되어 간섭 무늬를 생성하고, 이를 해석함으로써 물리적 정보를 얻는다.:13–22
공통 경로 간섭계(common-path interferometer)는 기준 광선과 시료 광선이 동일한 경로를 따라 이동하는 간섭계의 한 종류이다. 그림 4는 이러한 공통 경로 간섭계의 예시로서, 사냑 간섭계(Sagnac interferometer), 광섬유 자이로스코프, 점 회절 간섭계(point diffraction interferometer), 측방 전단 간섭계(lateral shearing interferometer)를 보여준다. 그 밖에도, 위상차 현미경, 프레넬의 이중 프리즘, 영면적 사냑 간섭계, 스캐터플레이트 간섭계 등이 공통 경로 간섭계에 포함된다.

## 같이 보기
- 결맞음
- 홀로그래피
- 중첩 원리
- 초장기선 간섭 관측법